# Lepturges fragillimus
Lepturges fragillimus är en skalbaggsart som beskrevs av Bates 1863. Lepturges fragillimus ingår i släktet Lepturges och familjen långhorningar. Inga underarter finns listade i Catalogue of Life.